# Cypripedium sichuanense
Cypripedium sichuanense là một loài thực vật có hoa trong họ Lan. Loài này được Perner mô tả khoa học đầu tiên năm 2002.